# Kolos (Krasnodar)
Kolos (del ruso: Колос) es un jútor del raión de Krasnoarméiskaya del krai de Krasnodar, en Rusia. Está situado en la orilla derecha del río Kubán, frente a Bogdasarov y junto al Bosque Rojo del Kubán, 26 km al sudeste de Poltávskaya y 54 km al oeste de Krasnodar. Tenía 534 habitantes en 2010
Pertenece al municipio Oktiábrskoye.